# Epilampra azteca
Epilampra azteca är en kackerlacksart som beskrevs av Henri Saussure 1868. Epilampra azteca ingår i släktet Epilampra och familjen jättekackerlackor. Inga underarter finns listade i Catalogue of Life.